# Vevera
Le Vevera est un torrent d'une longueur de 12 km qui coule dans la région du Piémont au nord de l'Italie. Il se jette dans le lac Majeur.

## Parcours
Il naît sur les pentes du Mottarone dans la municipalité d'Invorio, près du Monte Barro et, après avoir traversé les villes de Paruzzaro et d'Oleggio Castello, il se jette dans le lac Majeur, près de la ville d'Arona.

## Pollution
Il y a une différence considérable entre la pollution des eaux de la source et celle de la confluence en raison de l'apport des eaux usées de la ville d'Arona et de différents éléments chimiques qui altèrent la qualité de l'eau.

## Sport
Dans la section montagneuse, la pratique du Kayak est possible lorsque le débit d'eau est suffisamment élevé après de fortes pluies.

## Faune et flore
Les poissons vivant dans le ruisseau sont très rares, sinon absents à la confluence. Dans la section de montagne vivent la truite et l'omble chevalier.